# Фантомная боль (фильм)
«Фанто́мная боль» (нем. Phantomschmerz) — немецкий фильм 2009 года Маттиаса Эмке.

## Сюжет
В фильме показывается жизнь страстного велосипедиста, дамского угодника и писателя Марка (Тиль Швайгер), который в результате ужасной аварии теряет левую ногу. Теперь ему приходится приспосабливаться к новым условиям жизни, заново устраивать и пересматривать её. При этом его отношения с женщиной по имени Ника (Яна Палласке), его дочерью Сарой (Луна Швайгер, дочь Тиля Швайгера) и другом Александром (Штипе Эркег) приобретают важнейшее значение.
Фильм основан на реальных событиях, произошедших в 2004 году с велосипедистом, другом режиссёра, Штефаном Зумнером. Он выступил одним из дублёров Тиля Швайгера в фильме.

## В ролях
| Актёр        | Роль  |
| ------------ | ----- |
| Тиль Швайгер | Марк  |
| Яна Палласке | Ника  |
| Штипе Эркег  | Алекс |
| Луна Швайгер | Сара  |
| Антье Трауэ  | Аня   |